# Ferdinand Winter
Ferdinand Winter (ur. 1830 w Nysie, zm. 26 kwietnia 1896 we Wrocławiu) – niemiecki malarz, przedstawiciel nazarenizmu i neogotyku, twórca obrazów o treści religijnej.

## Życiorys

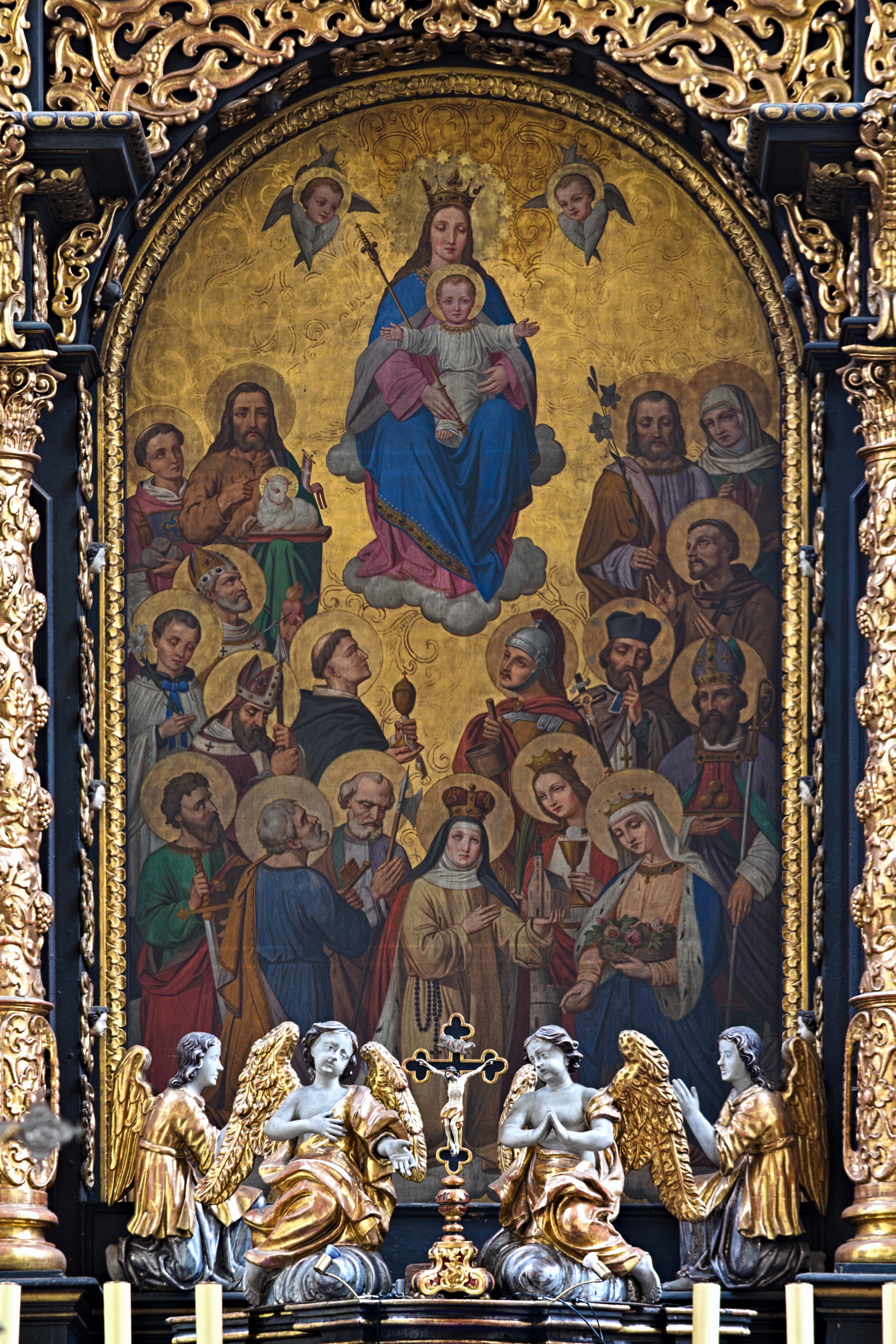
Matka Boża wśród świętych, kościół Wszystkich Świętych w Gliwicach

Urodził się w Nysie w 1830 roku. Po studiach w Berlinie, Monachium oraz prawdopodobnie w Antwerpii przebywał kilka miesięcy w Rzymie (od końca listopada 1856 do początku czerwca 1857). Po powrocie w 1859 roku na Dolny Śląsk osiedlił się we Wrocławiu. Zaprezentował tam na wystawach w latach 1857 i 1859 obrazy o tematyce rodzajowej namalowane podczas pobytu w Rzymie. Od tego momentu poświęcił się całkowicie malarstwu religijnemu. Należał do Chrześcijańskiego Towarzystwa Artystycznego Diecezji Wrocławskiej, jednak nie wszedł do zarządu towarzystwa. Po 1865 roku współpracował z założonym we Wrocławiu przez Carla Buhla Das I. Schlesiche Special-Institut für Kirchen-Ausstattung-Gegenstände. Przez cały okres swojej twórczości dostarczał obrazy lub ich zespoły do co najmniej 45 śląskich świątyń. Współpracował ze współczesnym architektem Alexisem Langerem.

## Twórczość
Podczas studiów malarskich Ferdinand Winter tworzył obrazy rodzajowe, które pokazał na wystawach w latach 1848, 1857 i 1859. Podczas studiów w Rzymie najprawdopodobniej zetknął się z nazarenizmem. Jego twórczość, będąca połączeniem nazarenizmu i neogotyku, ukształtowała się podczas współpracy z architektem Alexisem Langerem. Od osiedlenia się we Wrocławiu malarz tworzył jedynie malowidła kościelne. Typowymi przedstawieniem w jego twórczości są całopostaciowe, frontalne wizerunki świętych w wydłużonych, zamkniętych ostrołukowo polach, schematycznie budowane kształty wydzielone za pomocą czytelnych konturów, płaskie jednorodne plamy barwne, złote tła z imitacją grawerunku, silnie ograniczony modelunek i zredukowany do minimum światłocień.

## Wybrane dzieła
- Śniadanie[2] (1848)
- Mała rzymska prządka (1857)
- Pastuszek z rzymskiej Campanii (1856-7)
- Włoska kapela żebraków przed kaplicą Madonny (1856-7)
- Ave Maria nad Jeziorem Nemijskim (1856-7)
- Stacje Drogi Krzyżowej (ok. 1861) – kościół Niepokalanego Poczęcia Najświętszej Maryi Panny w Wołczynie
- obrazy przedstawiające św. Józefa i św. Floriana do ołtarza kościoła św. Barbary w Chorzowie (1861)[2]
- Św. Jan Chrzciciel (1872) – obraz w ołtarzu bocznym kościoła Ścięcia św. Jana Chrzciciela w Rudzie Śląskiej-Goduli
- Św. Józef (1872) – obraz w ołtarzu bocznym kościoła Ścięcia św. Jana Chrzciciela w Rudzie Śląskiej-Goduli
- Św. Barbara (1873) – obraz w ołtarzu głównym kościoła Ścięcia św. Jana Chrzciciela w Rudzie Śląskiej-Goduli
- Stacje Drogi Krzyżowej (1874-5) – kościół Wniebowzięcia Najświętszej Maryi Panny w Dobrzykowicach
- Wniebowzięcie Marii (1875) – obraz w ołtarzu głównym kościoła Wniebowzięcia Najświętszej Maryi Panny w Bielawie
- Św. Anna z Marią (1874-5) – obraz w ołtarzu bocznym kościoła Wniebowzięcia Najświętszej Maryi Panny w Bielawie[4]
- Św. Józef (1876) – obraz w ołtarzu głównym kościoła św. Michała Archanioła w Prudniku (w 1901 przeniesiony do kościoła Najświętszej Marii Panny w Jasionie i przerobiony na ołtarz Matki Bożej)[5]
- Matka Boża wśród świętych (1879) – obraz w ołtarzu głównym kościoła Wszystkich Świętych w Gliwicach[6]